# Vuurtoren van Eckmühl
De Vuurtoren van Eckmühl is een vuurtoren in Kérity (Penmarc'h) in het Franse departement Finistère (Bretagne). De vuurtoren werd gebouwd op het "pointe de Saint-Pierre" om een gevaarlijke vaarroute bij de "roches de Penmarc'h" te beveiligen. De vuurtoren werd in 1897 in gebruik genomen en werd genoemd naar de adellijke titel van de donor die de bouw voor het grootste deel financierde.